# Trichomorpha folia
Trichomorpha folia är en mångfotingart som först beskrevs av Henri W. Brölemann 1903.  Trichomorpha folia ingår i släktet Trichomorpha och familjen Chelodesmidae. Inga underarter finns listade i Catalogue of Life.